# Caviaculture
Élevage de cochons d'Inde

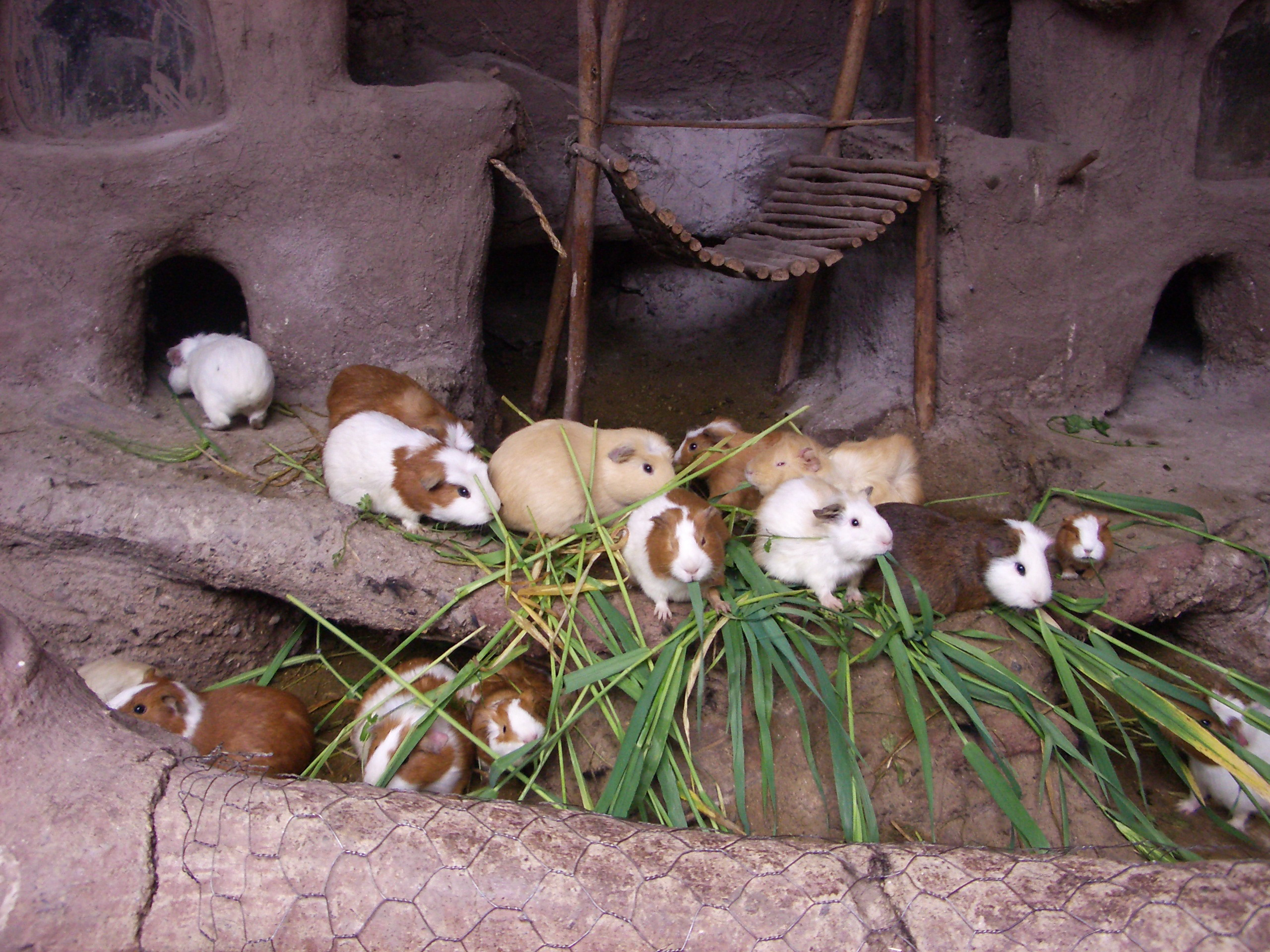
Élevage de cuys au Pérou pour l'alimentation humaine.

La caviaculture (parfois caviculture) ou élevage de cochons d'Inde est l'ensemble des opérations visant à faire reproduire (en) le Cochon d'Inde (Cavia porcellus), la version domestiquée d'une espèce de cobayes inconnus, au profit de l'activité humaine. La forme la plus utilisée est le cuy. Ce mini-élevage a pour objet principal la production de viande à destination de l'alimentation humaine. Il se pratique surtout aux pays andins, plus récemment en Afrique de l'Ouest et en Afrique centrale.